# Waffen-SS
Waffen-SS (Siły Zbrojne SS) – zbrojne oddziały niemieckiej nazistowskiej formacji paramilitarnej Schutzstaffel (SS), niezależne od regularnej armii i policji. Oficjalnie nazwa „Waffen-SS” obejmująca wszystkie te oddziały funkcjonowała od 1940 roku.
Jako część Schutzstaffel Waffen-SS podlegało Heinrichowi Himmlerowi. To za jego poleceniem z małej, 300-osobowej organizacji ochronnej rozrosło się tak, że później stało się nieformalnym „państwem w państwie” w strukturze władzy III Rzeszy. Ambicję Himmlera stanowiło stworzenie własnych, prywatnych sił zbrojnych. Po wojnie Waffen-SS zostało uznane przez Międzynarodowy Trybunał Wojskowy w Norymberdze za organizację zbrodniczą.

## Historia

### Początki
Prekursorem formacji zbrojnych SS był powołany w 1923 roku elitarny oddział szturmowy Stoßtrupp Hitler. Od 1929 roku na czele SS stał Heinrich Himmler, wówczas jeszcze niewiele znaczący członek partii narodowosocjalistycznej.
Po przejęciu władzy w marcu 1933 Hitler obawiał się o swoje bezpieczeństwo. Powołał do życia służbę ochronną, która miała zapewnić bezpieczeństwo Kancelarii Rzeszy w Berlinie. Przywódcą małego, 117-osobowego oddziału, został Sepp Dietrich. W czerwcu 1933 oddział liczył już 800 osób. 9 listopada 1933, w rocznicę puczu monachijskiego, Hitler oficjalnie przekształcił ten oddział w regiment Leibstandarte SS „Adolf Hitler” (LSSAH). Oddział z założenia przysięgał lojalność Hitlerowi, nie państwu niemieckiemu. Do 1934 roku był formalnie częścią Sturmabteilung (SA) Ernsta Röhma, miał podobną strukturę i takie same stopnie służbowe. Zadaniem nowej organizacji była ochrona wyższych funkcjonariuszy NSDAP oraz zebrań i większych zgromadzeń partyjnych.
Dwiema następnymi formacjami, które przyczyniły się do powstania struktur zmilitaryzowanych SS, były jednostki Totenkopf, tzw. oddziały trupiej główki (SS-Totenkopfverbände, w skrócie SS-TV), oraz oddziały dyspozycyjne SS (SS-Verfügungstruppe, w skrócie SS-VT). Pierwsza skupiała załogi oddziałów wartowniczych rozbudowywanych obozów koncentracyjnych. Druga stanowiła zorganizowaną i wyszkoloną na sposób wojskowy rezerwę sił policyjnych, przeznaczoną do zapewniania bezpieczeństwa wewnętrznego w Niemczech.
Po 1933 roku doszło do podziału jednostek SS na tzw. aktywne SS, w których skład, oprócz wymienionych trzech formacji, weszły jeszcze służba bezpieczeństwa (Sicherheitsdienst, w skrócie SD) oraz instytucje centralne SS. Cała reszta członków SS (organizacja ta w grudniu 1938 roku liczyła już ponad 226 tys. członków) wchodziła w skład Powszechnego SS (Allgemeine SS), które miało pełnić funkcję rezerwy dla powyższych formacji.
Przed wybuchem wojny charakter najbliższy wojskowemu miał oddział SS-Verfügungstruppen. Jego członkowie nosili mundury polowe zbliżone krojem do używanych przez Wehrmacht. W 1938 roku Hitler zdecydował: „Aktywne SS oraz Allgemeine SS nie wchodzą w skład Wehrmachtu ani policji. Jest to stała jednostka militarna wyłącznie do mojej dyspozycji”.

### Pierwsze lata II wojny światowej

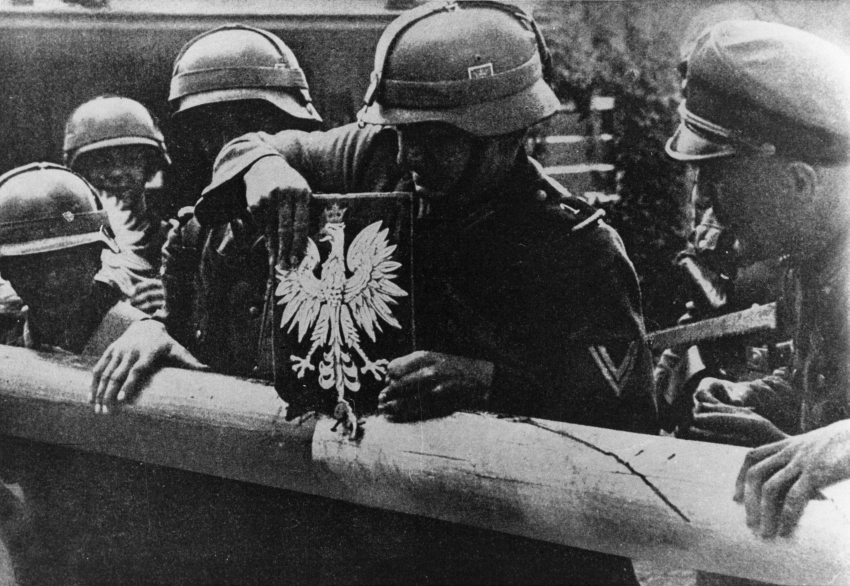
Żołnierze niemieccy z SS-Heimwehr Danzig i policjanci 1. Pułku Policji z WMG (tzw. Brygada Eberhardta) niszczą polski szlaban graniczny i godło Polski w Kolibkach, 14 września 1939 r.

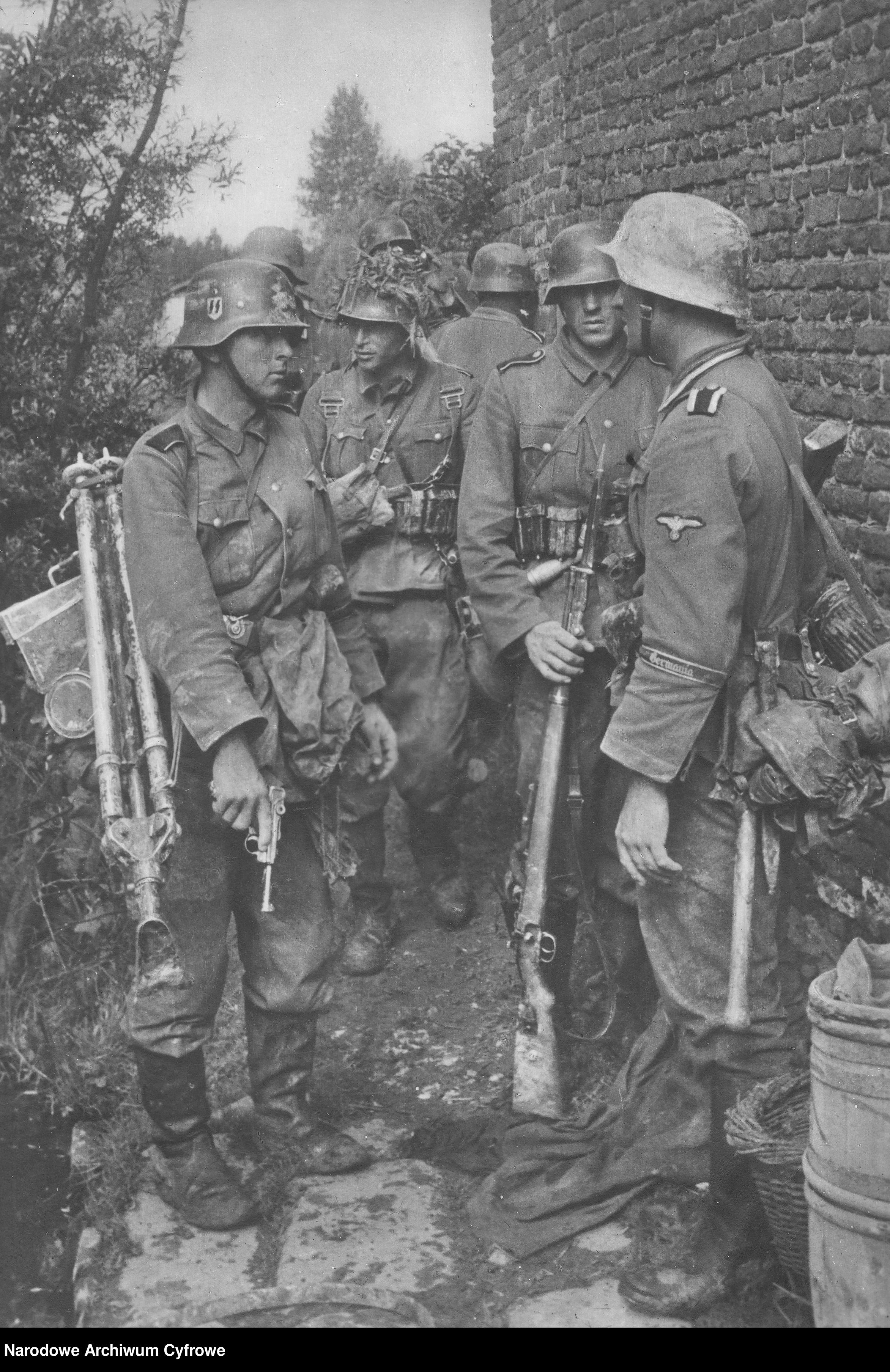
Żołnierze pułku SS „Germania”

We wrześniu 1939 roku na terytorium Polski w towarzystwie armii niemieckiej wkroczyły wyżej wspomniane LSSAH, SS-VT oraz SS-TV. W Polsce esesmani walczyli ze zmiennym szczęściem. Pułk LSSAH odniósł wiele sukcesów, ale z kolei pułk SS-VT Germania został w nocnym boju pod Jaworowem niemal całkowicie zniszczony przez żołnierzy 11 Karpackiej DP.
Krytyka, której poddano pułk SS-Verfügungstruppen (SS-VT), spowodowała, że jesienią 1939 roku na rozkaz Hitlera, Himmler nakazał połączyć pojedyncze pułki SS: Deutschland, odbudowany pułk Germania oraz stworzony z austriackich rekrutów pułk Der Führer, by w ten sposób utworzyć dywizję zmotoryzowaną o nazwie SS-Verfügungsdivision (od lutego 1941 roku SS-Division Reich), która w 1940 roku wzięła udział w walkach we Francji. W uznaniu zasług podczas walk w Polsce oddział Leibstandarte Adolf Hitler został rozbudowany tak, że powstał w pełni zmotoryzowany pułk piechoty. Tymczasem pułk Totenkopf, który podczas kampanii w Polsce dał się poznać jako jednostka niezwykle waleczna i bezlitosna, podobnie jak oddział SS-VT, został połączony z kilku pułków SS: SS-Heimwehr Danzig, SS-Wachsturmbann Eimann czy batalionu Totenkopfstandarte oraz młodych rekrutów z Allgemeine SS i policji. W ten sposób stworzono całkiem nową jednostkę bojową o nazwie SS-Totenkopf Division. 1 stycznia 1940 roku Heinrich Himmler nadał wszystkim formacjom, wchodzącym dotąd w skład tzw. aktywnej SS, nową jednolitą nazwę – Waffen-SS (po raz pierwszy nazwa ta pojawiła się na dokumencie z 22 listopada 1939).

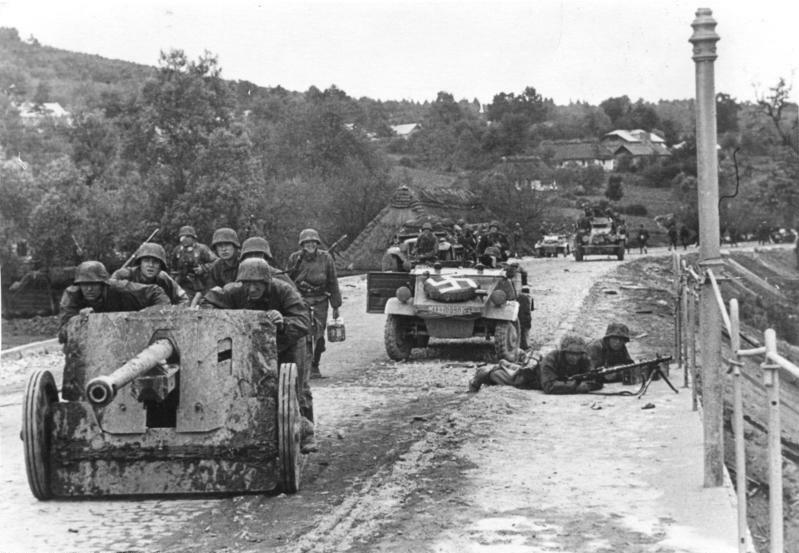
Artylerzyści Waffen-SS w czasie walk w Jugosławii w 1941 r.

W 1940 roku oddziały SS wyposażono w ciężki sprzęt bojowy, a w ich składzie pojawiły się m.in. jednostki artylerii, saperów czy łączności. Oprócz szkolenia indywidualnego poświęcono też więcej czasu na potrzeby wyszkolenia taktycznego całych jednostek. To wszystko odróżniało oddziały SS od typowych formacji policyjnych, czyniło je jednostkami zdolnymi do działań wojskowych. Przed kampanią we Francji postanowiono rozbudować Waffen-SS do czterech dywizji. W czerwcu 1941 roku formację tę tworzyły 4 dywizje i wiele samodzielnych brygad. Służyło w nich łącznie 220 tys. żołnierzy.
Głównym motywem tworzenia oddziałów zmilitaryzowanych SS był ich (początkowo) ochotniczy charakter. Dzięki temu można było powoływać do służby volksdeutschów, czyli Niemców niebędących w chwili wybuchu wojny obywatelami niemieckiego państwa, jak również ochotników z państw sojuszniczych czy okupowanych. Przykładem może być kariera Arthura Phlepsa, obywatela Rumunii, który został karnie usunięty z wojska za publiczną obrazę króla. Phleps został przyjęty do Waffen-SS i dowodził dywizją. Aby ułatwić wstępowanie niemieckich ochotników do Waffen-SS, obniżono wiek kandydata do lat 17, podczas gdy poborowi do wojska (Wehrmachtu) musieli ukończyć 18 lat.

### Od ataku na ZSRR do końca wojny

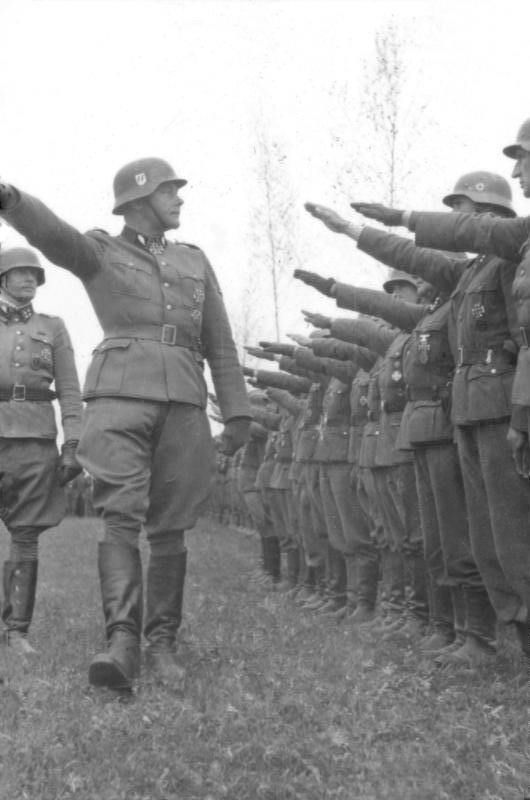
Inspekcja 2 Dywizji Pancernej SS Das Reich, ZSRR 1942 r.

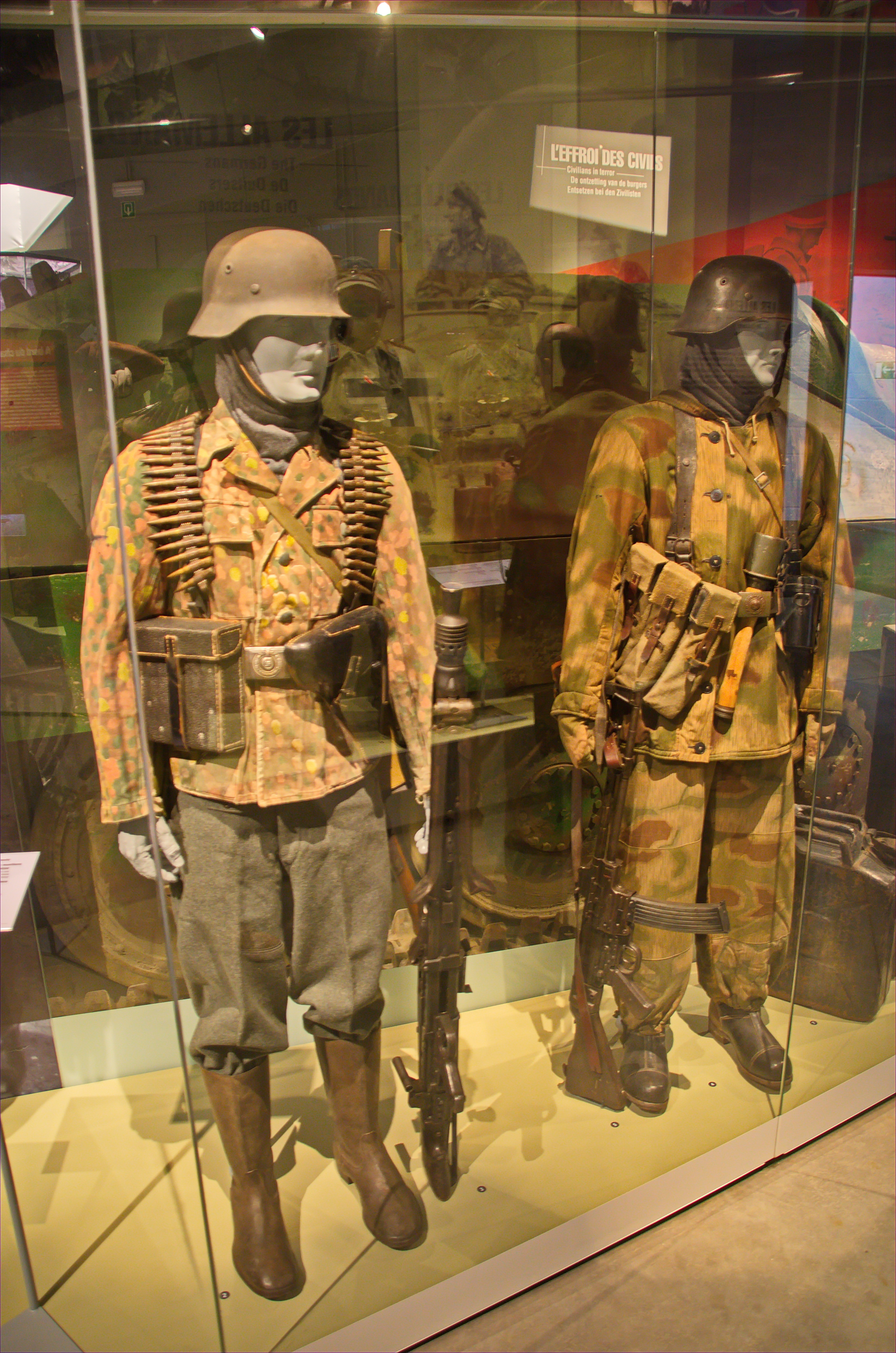
Mundury polowe Waffen-SS

Po ataku na ZSRR doceniono bitność esesmanów i zaczęto tworzyć kolejne dywizje, w tym z ochotników z innych państw, np. z Norwegii, Danii, Holandii, Belgii, Łotwy i Estonii. Z czasem powstały jednostki bośniackie, serbskie, chorwackie, rosyjskie, ukraińskie, rumuńskie, węgierskie i inne. Pod dowództwem Waffen-SS walczył również korpus kozacki.
Gwałtowny rozwój jednostek Waffen-SS nastąpił po 20 lipca 1944 roku, kiedy to Heinrich Himmler objął stanowisko szefa Ersatzheer (służb mobilizacyjnych i szkoleniowych). Wtedy nowe dywizje pancerne i zmotoryzowane były tworzone wyłącznie w ramach Waffen-SS. W grudniu 1944 roku Waffen-SS osiągnęło szczyt swojego rozwoju. W jego skład wchodziło 38 dywizji (niektóre nie w pełni skompletowane), około 15 brygad i mnóstwo mniejszych jednostek, w których służyło aż 950 tys. żołnierzy, z czego Niemcy stanowili niewiele ponad jedną trzecią (nie licząc volksdeutschów). Waffen-SS miało także sztab armii (6 Armia Pancerna SS) i 16 sztabów korpusów.
W końcowej fazie wojny kilka elitarnych dywizji Waffen-SS (m.in. Leibstandarte SS Adolf Hitler, Totenkopf, Wiking, Das Reich, Hohenstaufen, Hitlerjugend, Nederland) było najlepiej wyposażonymi i najbitniejszymi oddziałami armii niemieckiej. Ponosząc ogromne straty (w kwietniu 1945 roku było już tylko 580 tys. żołnierzy), oddziały Waffen-SS walczyły do końca wojny.

### Legenda Waffen-SS i relacje z Wehrmachtem
Z powodu odrębnej struktury dowodzenia i własnych służb łączności oddziały Waffen-SS miały trudności z bliską współpracą z wykonującymi te same zadania oddziałami Wehrmachtu. Kultywujący pruską tradycję oficerowie żywili szczerą pogardę do swoich odpowiedników z Waffen-SS. Zgodnie z prawdą twierdzili, że kariera kadry Waffen-SS zależała od ich „zapału ideologicznego”, a nie od ich zdolności dowodzenia na polu bitwy. Fakt, że oddziały Waffen-SS były faworyzowane przez Hitlera i innych funkcjonariuszy NSDAP podczas decydowania o przydziałach sprzętu i rekrutów, także wpływał negatywnie na współpracę między Waffen-SS a Wehrmachtem, który uważał, że wykorzystałby te środki w znacznie bardziej efektywny sposób.
Generałowie Wehrmachtu postrzegali elitarne siły SS bardziej jako konkurencję niż wsparcie podczas działań wojennych. Taki stan rzeczy utrzymał się właściwie aż do końca wojny. Nastawienie dowództwa względem oddziałów SS ulegało jednak zmianie pod wpływem informacji o ich niezwykłej waleczności i tego, że siły SS potrafiły wygrywać bitwy w pojedynkę i często ratować Wehrmacht w sytuacjach niemal beznadziejnych. W ostatnich latach wojny stało się to niemal normą.
Gwałtowna rozbudowa Waffen-SS wymusiła też, w pewnym momencie, uzupełnianie strat jednostek drogą poboru. Tymczasem w niektórych katolickich regionach Niemiec, np. w Bawarii, poborowi opierali się przed służbą w Waffen-SS (ale nie w Wehrmachcie). Dowodziło to, że w niektórych kręgach społeczeństwa niemieckiego, wbrew propagandzie, SS miało wątpliwą reputację. W rezultacie przyjęto zasadę możliwości wyboru przez rekrutów dalszej służby w Waffen-SS bądź Wehrmachcie po odbyciu szkolenia.
W Waffen-SS wykonywana była regularna posługa duszpasterska. Kapelani tej formacji byli oficerami SS.

### Niektóre ze zbrodni Waffen-SS
Oddziały zbrojne SS mają na koncie wiele zbrodni, z których większość popełniły na froncie wschodnim:
- egzekucje obywateli polskich narodowości żydowskiej w Kutnie[6] 10 września 1939 oraz inne pacyfikacje w czasie kampanii wrześniowej, zatrzymania Żydów i przekazywanie ich do miejsc koncentracji, skąd wywożeni byli do obozów zagłady, wrzesień i październik 1939, 1 i 2 pułk kawalerii SS-Totenkopf (niem. SS-Totenkopf-Reiterstandarte), w 1942 oddziały te weszły w skład 8 Dywizji Kawalerii SS Florian Geyer.
- czynny udział w masowych egzekucjach Polaków i Żydów w Palmirach[6], wiosna 1940, 1 i 2 pułk kawalerii SS-Totenkopf (niem. SS-Totenkopf-Reiterstandarte), od 1942 w składzie 8 Dywizji Kawalerii SS Florian Geyer.
- zamordowanie koło Dunkierki ok. 65 brytyjskich jeńców, 1940, LSSAH.
- wymordowanie 97 brytyjskich jeńców wojennych we francuskim miasteczku Le Paradis[6] w departamencie Pas-de-Calais, 10 maja 1940, 3 Dywizja Pancerna SS Totenkopf. Rannych brytyjskich żołnierzy zmuszono do marszu w stronę zabudowań gospodarczych, gdzie zostali zastrzeleni z karabinów maszynowych, ciała pomordowanych zostały spalone na stosach.
- zamordowanie w Taganrogu ok. 4 tysięcy jeńców radzieckich, 1941, LSSAH[potrzebny przypis].
- udział w eksterminacji Żydów w Galicji – w czerwcu 1941 członkowie 5 Dywizji Pancernej SS Wiking wymordowali około 600 Żydów[6].
- zbrodnie w czasie tłumienia powstania w getcie warszawskim, 1943, 821 grenadierów pancernych Waffen-SS.
- zamordowanie ok. 20 tys. mieszkańców Charkowa[6], obywateli radzieckich, w masowej egzekucji w marcu 1943, 3 Dywizja Pancerna SS Totenkopf[6] oraz LSSAH.
- wymordowanie wszystkich mieszkańców serbskich wsi Kosutica[6] (70 osób), w okolicy miejscowości Rogatica, oraz wsi Orasje[7] (58 osób, w tym kobiety i dzieci) w pobliżu Mostaru, 12 lipca 1943, 7 Ochotnicza Dywizja Górska SS Prinz Eugen. Formacja ta przeprowadzała przez cały rok 1943 i 1944 okrutne akcje pacyfikacyjne wsi bałkańskich oraz brutalnie zwalczała ugrupowania partyzanckie w tym rejonie.
- spalenie żywcem 32 polskich jeńców w Podgajach[8][9][10][11], 1945, 15 Dywizja Grenadierów SS (1 łotewska)[8][9][10][11].
- mord na 107 bezbronnych jeńcach alianckich (103 kanadyjskich, 3 brytyjskich i 1 amerykańskim), wziętych do niewoli w Normandii, 7–21 czerwca 1944, rozstrzeliwania miały miejsce w miejscowościach Saint-Sulpice-sur-Risle, Chateau d’Audrieu, Le Mesnil-Patry, Le Mains, Mouen, Argentan, 12 Dywizja Pancerna SS Hitlerjugend[12]. Formacja ta, dowodzona przez SS-Brigadefūhrera Fritza Witta, a od 10 czerwca 1944 przez SS-Brigadefūhrera Kurta „Panzer” Meyera, dokonała w tym czasie 31 zbrodniczych mordów[12] na alianckich jeńcach wojennych. Meyer został skazany na śmierć przez sąd kanadyjski, wyroku jednak nie wykonano, zamieniając go na 9 lat pozbawienia wolności.
- zamordowanie ponad 868 mieszkańców Huty Pieniackiej, 1944, 14 Dywizja Grenadierów SS (1 ukraińska).
- zamordowanie ok. 40 tysięcy mieszkańców Woli w czasie tłumienia powstania warszawskiego, 1944, 36 Dywizja Grenadierów SS.
- zamordowanie ok. 10 tysięcy mieszkańców Ochoty w trakcie tłumienia powstania warszawskiego, 1944, 29 Dywizja Grenadierów SS (1 rosyjska).
- zbrodnie podczas tłumienia powstania warszawskiego, 1944, 5 Dywizja Pancerna SS Wiking.
- mordowanie cywilnej ludności Kosowa, 1944, 21 Dywizja Górska SS (1 albańska) Skanderbeg.
- mordowanie jeńców i cywilnej ludności w trakcie tłumienia słowackiego powstania, 1944, 18 Ochotnicza Dywizja Grenadierów Pancernych SS Horst Wessel.
- masakra od 71 do 84 żołnierzy armii amerykańskiej wziętych do niewoli pod Malmedy (Masakra w Malmédy), grudzień 1944, grupa bojowa Peiper Waffen-SS z 1 Dywizji Pancernej SS Leibstandarte SS Adolf Hitler – rozbrojonym jeńcom amerykańskim strzelano w plecy, w lipcu 1946 amerykański sąd wojskowy uznał bezspornie winę 73 członków Waffen-SS a 43 z nich skazał na karę śmierci[13], później wyroki zamieniono na dożywotnie więzienie.
- masakra 642 mieszkańców francuskiego miasteczka Oradour-sur-Glane[6] 10 czerwca 1944 oraz działania represyjne wymierzone we francuski ruch oporu (marzec 1944-czerwiec 1944), 2 Dywizja Pancerna SS Das Reich. Zbrodnia ta, obok masakry w Malmedy, stała się z czasem jednym z symboli ludobójstwa oddziałów Waffen-SS[6].

### Waffen-SS po wojnie

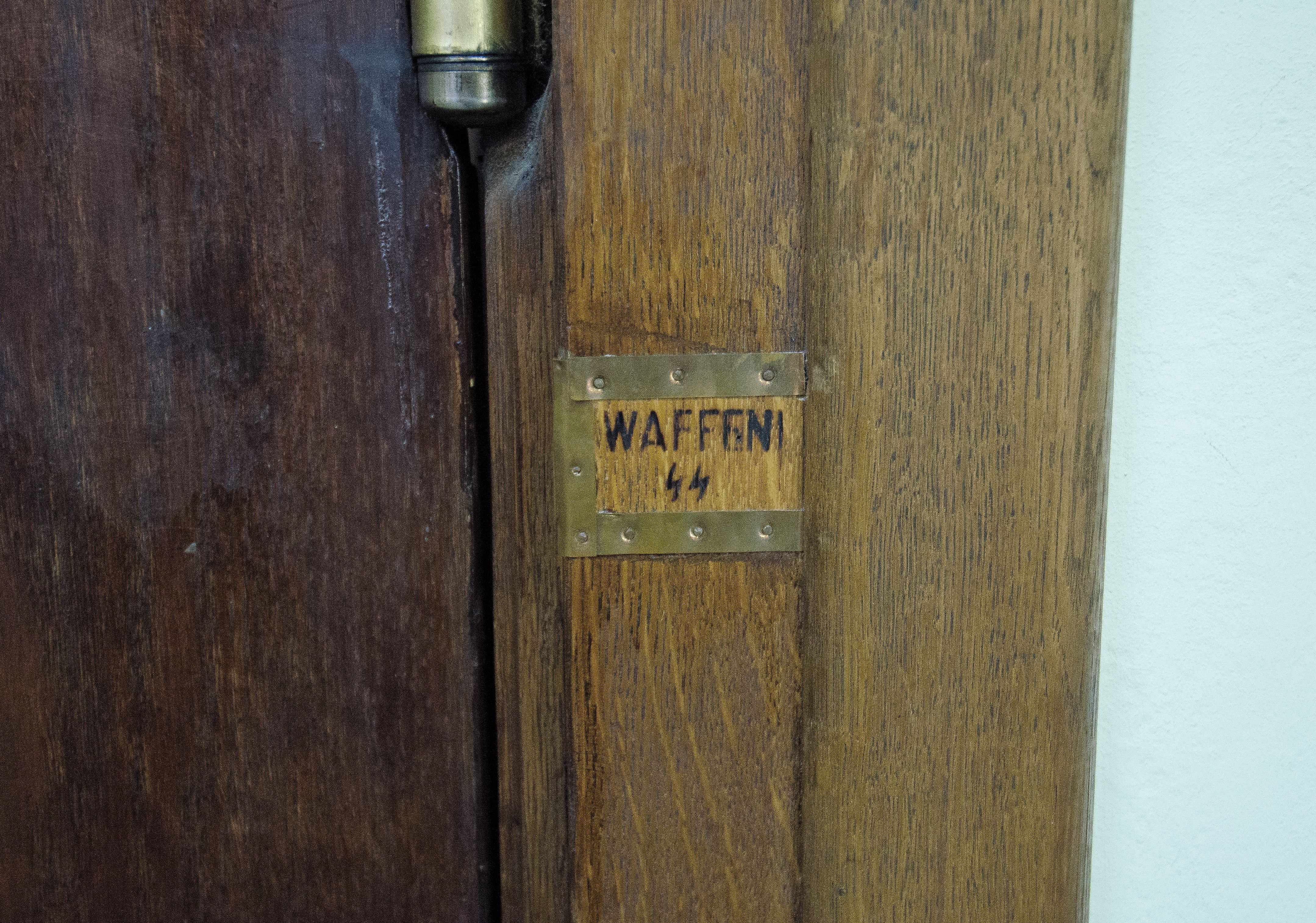
Zachowany napis Waffen SS na framudze drzwi wejściowych Muzeum Wojska Polskiego w Warszawie

Po wojnie, jako część SS, Waffen-SS zostało uznane przez Międzynarodowy Trybunał Wojskowy w Norymberdze za organizację zbrodniczą. Jednak jej weterani zorganizowali się w związku tradycji Hilfsgemeinschaft auf Gegenseitigkeit der ehemaligen Angehörigen der Waffen-SS (HIAG), który do połowy lat 70. miał wpływy w organizacjach Bundeswehry oraz w partiach politycznych Niemiec. Dopiero na początku lat 80. partie polityczne zaczęły się dystansować, CDU zakończyła swoją współpracę. Związek federalny rozwiązał się w 1992 roku, znalazłszy się pod obserwacją Federalnego Urzędu Ochrony Konstytucji w związku z podejrzeniem współpracy z organizacjami neonazistowskimi.
W 1956 r. rząd Republiki Federalnej Niemiec zezwolił na przyjmowanie oficerów Waffen-SS w szeregi Bundeswehry z zachowaniem ich dawnych stopni wojskowych, a w 1961 r. przyznał wszystkim członkom SS emerytury (włączając w to również osoby skazane).
Ukraińscy weterani SS zostali upamiętnieni w swoim kraju, gdzie we Lwowie powstał pomnik upamiętniający żołnierzy 14 Dywizji Grenadierów SS, a jedną z ulic Tarnopola nazwano imieniem tej jednostki. Podobna tendencja do gloryfikacji Waffen-SS jako oddziałów walczących z radzieckim okupantem występuje też na Łotwie.

## Pochodzenie cudzoziemskich żołnierzy Waffen-SS
| Państwo pochodzenia | Liczba         | Jednostki                                                                                  | Narodowość                                   |
| ------------------- | -------------- | ------------------------------------------------------------------------------------------ | -------------------------------------------- |
| Albania             | 3 tys.         | 21 DGór                                                                                    | Albańczycy                                   |
| Belgia              | 23 tys.        | 5 DPanc, 27 DGrenPanc                                                                      | Flamandowie                                  |
| Belgia              | 15 tys.        | 5 DPanc, 28 DGren                                                                          | Walonowie                                    |
| Bułgaria            | 600–1000       | SS Panzer Zerstörer Regiment (bułgarski)                                                   | Bułgarzy                                     |
| Chorwacja           | 30 tys.        | 7 DGór, 13DGór, 23 DGór                                                                    | Chorwaci, Bośniacy                           |
| Dania               | 10 tys.        | Freikorps Danmark, 5 DPanc, 11 DGrenPanc                                                   | Duńczycy                                     |
| Estonia             | 20 tys.        | 20 DGren                                                                                   | Estończycy                                   |
| Finlandia           | 1000           | Fiński Batalion Ochotniczy                                                                 | Finowie                                      |
| Francja             | 8 tys.         | 33 DGren                                                                                   | Francuzi                                     |
| Hiszpania           | 1000           | 101 hiszpańska kompania ochotnicza SS, 3 kompania 1 batalionu 28DGren                      | Hiszpanie                                    |
| Holandia            | 50 tys.        | 5 DPanc, 23 DGrenPanc, 34 DGren                                                            | Holendrzy                                    |
| Indie               | 3500           | Wolny Legion Hinduski                                                                      | Hindusi                                      |
| Łotwa               | 39 tys.        | 15 DGren, 19 DGren                                                                         | Łotysze                                      |
| Norwegia            | 6 tys.         | Ochotniczy Legion Norweski, 5 DPanc, 11 DGrenPanc                                          | Norwegowie                                   |
| Rumunia             | 3 tys.         | 103. Pułk Niszczycieli Czołgów                                                             | Rumuni                                       |
| Serbia              | 15 tys.        | 7 DGór, 21 DGór, Serbski Korpus Ochotniczy                                                 | Serbowie, Albańczycy                         |
| Szwecja             | 100–130        | 5 DPanc, 11DGrenPanc                                                                       | Szwedzi                                      |
| Szwajcaria          | 700–800        | 5 DPanc, 11DGrenPanc                                                                       | niemieckojęzyczni Szwajcarzy                 |
| Ukraina             | 25 tys.        | 14 DGren                                                                                   | Ukraińcy                                     |
| Węgry               | 15 tys. (?)    | 22 DKaw, 25 DGren, 26 DGren                                                                | Węgrzy                                       |
| Wielka Brytania     | 50             | Wolny Korpus Brytyjski                                                                     | Brytyjczycy                                  |
| Włochy              | 20 tys.        | 29 DGren                                                                                   | Włosi                                        |
| ZSRR                | 12 tys.        | 29 DGren, 30 Dywizja Grenadierów SS (2 rosyjska), 30 Dywizja Grenadierów SS (1 białoruska) | Rosjanie, Białorusini                        |
| ZSRR                | 40–50 tys. (?) | XV Kozacki Korpus Kawalerii SS                                                             | Kozacy                                       |
| ZSRR                | 8 tys.         | 1 Tatarska Brygada Górska SS, Wschodnioturecki Związek Bojowy Waffen-SS                    | Tatarzy, Azerowie, Turkmeni, Kirgizi, Uzbecy |

Oprócz tego w Waffen-SS służyli w niewielkiej liczbie: Słoweńcy, Grecy, Czesi, Litwini, Słowacy oraz Luksemburczycy i Polacy. Dane nie obejmują kilkudziesięciu tysięcy volksdeutschów – z terytorium Polski w granicach z 1939.

## Oddziały Waffen SS

### Związki taktyczne
- I Korpus Pancerny SS
- II Korpus Pancerny SS
- III Korpus Pancerny SS
- IV Korpus Pancerny SS
- V Korpus Górski SS
- VI Łotewski Korpus SS
- VII Korpus Pancerny SS
- IX Korpus Górski SS
- X Korpus SS
- XI Korpus SS
- XII Korpus SS
- XIII Korpus SS
- XIV Korpus SS
- XV Korpus Kawalerii SS
- XVI Korpus SS
- XVII Korpus Armijny SS (węgierski)
- XVIII Korpus SS
- 6 Armia Pancerna SS
- 11 Armia Pancerna SS

### Dywizje

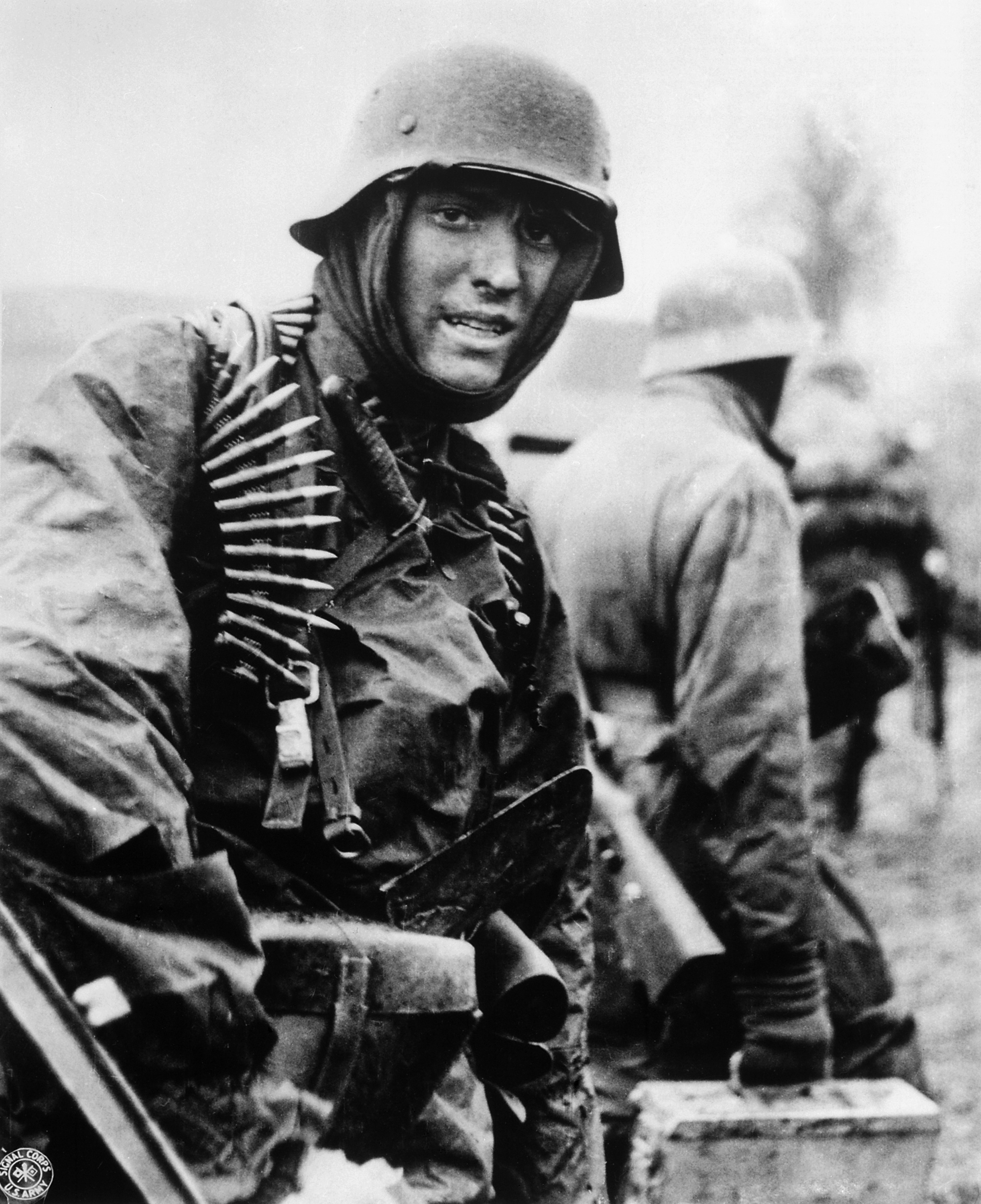
SS-Mann w czasie ofensywy w Ardenach

- 1 Dywizja Pancerna SS „Leibstandarte SS Adolf Hitler”
- 2 Dywizja Pancerna SS „Das Reich”
- 3 Dywizja Pancerna SS „Totenkopf”
- 4 Dywizja Grenadierów Pancernych SS „Polizei”
- 5 Dywizja Pancerna SS „Wiking”
- 6 Dywizja Górska SS „Nord”
- 7 Ochotnicza Dywizja Górska SS „Prinz Eugen”
- 8 Dywizja Kawalerii SS „Florian Geyer”
- 9 Dywizja Pancerna SS „Hohenstaufen”
- 10 Dywizja Pancerna SS „Frundsberg”
- 11 Ochotnicza Dywizja Grenadierów Pancernych SS (1 skandynawska) „Nordland”
- 12 Dywizja Pancerna SS „Hitlerjugend”
- 13 Dywizja Górska SS (1 chorwacka) „Handschar”
- 14 Dywizja Grenadierów SS (1 ukraińska) „Galizien”
- 15 Dywizja Grenadierów SS (1 łotewska)
- 16 Dywizja Grenadierów Pancernych SS „Reichsführer SS”
- 17 Dywizja Grenadierów Pancernych SS „Götz von Berlichingen”
- 18 Ochotnicza Dywizja Grenadierów Pancernych SS „Horst Wessel”
- 19 Dywizja Grenadierów SS (2 łotewska)
- 20 Dywizja Grenadierów SS (1 estońska)
- 21 Dywizja Górska SS (1 albańska) „Skanderbeg”
- 22 Ochotnicza Dywizja Kawalerii SS „Maria Theresia”
- 23 Dywizja Górska SS (2 chorwacka) „Kama”
- 23 Dywizja Grenadierów Pancernych SS (1 holenderska) „Nederland”
- 24 Dywizja Górska SS „Karstjäger”
- 25 Dywizja Grenadierów SS (1 węgierska) „Hunyadi”
- 26 Dywizja Grenadierów SS (2 węgierska) „Hungaria”
- 27 Ochotnicza Dywizja Grenadierów SS (1 flamandzka) „Langemarck”
- 28 Ochotnicza Dywizja Grenadierów Pancernych SS (1 walońska) Wallonien
- 29 Dywizja Grenadierów SS (1 rosyjska)
- 29 Dywizja Grenadierów SS (1 włoska)
- 30 Dywizja Grenadierów SS (2 rosyjska)
- 30 Dywizja Grenadierów SS (1 białoruska)
- 31 Ochotnicza Dywizja Grenadierów SS „Böhmen und Mähren”
- 32 Ochotnicza Dywizja Grenadierów SS „30 Januar”
- 33 Dywizja Kawalerii SS (3 węgierska)
- 33 Dywizja Grenadierów SS (1 francuska) „Charlemagne”
- 34 Dywizja Grenadierów SS (2 holenderska) „Landstorm Nederland”
- 35 Dywizja Grenadierów i Policji SS
- 36 Dywizja Grenadierów SS
- 37 Ochotnicza Dywizja Kawalerii SS „Lützow”
- 38 Dywizja Grenadierów SS „Nibelungen”.

### Inne oddziały
- 1 Kozacka Dywizja Kawalerii
- 1 Węgierski Pułk Strzelców Szturmowych SS
- 11 Pułk SS-Totenkopf
- 15 Pułk SS-Totenkopf
- 33 Szkolno-Zapasowy Batalion Grenadierów SS
- 45 Ochotniczy Pułk Grenadierów SS (1 estoński)
- 46 Ochotniczy Pułk Grenadierów SS (2 estoński)
- Dywizja Pancerna Kempf